# Новомиргородщина (газета)
«Новомиргоро́дщина» — щотижнева районна газета, яка виходить щоп'ятниці в місті Новомиргороді Кіровоградської області.
Засновниками газети, окрім трудового колективу редакції, є Новомиргородська районна рада та Новомиргородська районна державна адміністрація.
Традиційний обсяг — 2 д.а. (8 сторінок).
Свідоцтво про державну реєстрацію КГ № 0370-У від 23 вересня 2004 року.
Адреса редакції: 26000, Кіровоградська область, м. Новомиргород, вул. Соборності, 106

## Історія

Логотип газети до 6 січня 2012 року

Газета була заснована в червні 1930 року під назвою «За соціялістичну перебудову». Засновником газети був завідувач районним відділом освіти та культури Іван Пимонович Тертичний.
До 1970 року редакція розміщувалась в приміщенні приватного будинку по вулиці Лесі Українки.

## Колишні назви
- «За соціялістичну перебудову»
- «Ленінець»
- «Червона зірка»